# Vertikála (Český rozhlas)
Vertikála je pořad náboženské redakce Českého rozhlasu. Jeho redaktory jsou Eva Hůlková, Adam Šindelář, Martina Pouchlá, Naděžda Hávová a Veronika Sedláčková. Jsou zváni rovněž externí spolupracovníci a osobnosti veřejné, odborné a náboženské scény.
Pořad je vysílán od 8. listopadu 2015 na stanici Český rozhlas Plus. Jeho délka je zpravidla 48 minut. Je vysílán v neděli od 8:05 a repríza se koná v pondělí ve 3:05. Odvysílané pořady jsou dostupné na webu Českého rozhlasu.
Cílem pořadu je přinášet náboženské souvislosti dnešního světa, jejich provázanost s kulturním, politickým a celkově globálním děním.
Vertikála má i svou facebookovou stránku, ta je však od roku 2020 neaktuvní.